# Gymnothorax kolpos
Gymnothorax kolpos is een straalvinnige vissensoort uit de familie van murenen (Muraenidae). De wetenschappelijke naam van de soort is voor het eerst geldig gepubliceerd in 1980 door Böhlke & Böhlke.